# Begijnenbeekvallei
De Begijnenbeekvallei is een vallei en natuurgebied in de Belgische gemeente Bekkevoort. Het gebied is 43 hectare groot en is in beheer bij het Agentschap voor Natuur en Bos.

## Beschrijving
Het natuurgebied is gelegen in de vallei van de Grote beek niet ver van de autosnelweg E314. Het gebied bestaat voornamelijk uit natte hooilanden, ruigten en elzenbroekbossen. Naast de vallei zelf is ook de nabijgelegen Hermansheuvel voor het grootste deel opgenomen in het natuurgebied. Deze heuvel ligt 35 m boven zeeniveau en biedt een interessant reliëf in vergelijking met de lager gelegen Begijnenbeekvallei.

## Fauna
In de Begijnenbeekvallei zijn onder andere de blauwborst, roodborsttapuit, waterral en levendbarende hagedis gespot.

## Flora
In het gebied komen onder andere adderwortel, moerasviooltje, brede orchis, gevlekte orchis en veenpluis voor.